# St. Joseph (Missouri)
St. Joseph é uma cidade localizada no estado americano de Missouri, no Condado de Buchanan.

## Demografia
Segundo o censo americano de 2000, a sua população era de 73.990 habitantes.
É a cidade natal de Eminem, considerado um dos maiores rappers da história.

## Geografia
De acordo com o United States Census Bureau tem uma área de
115,2 km², dos quais 113,5 km² cobertos por terra e 1,7 km² cobertos por água.

## Localidades na vizinhança
O diagrama seguinte representa as localidades num raio de 20 km ao redor de St. Joseph.